# Patrick McGuinness

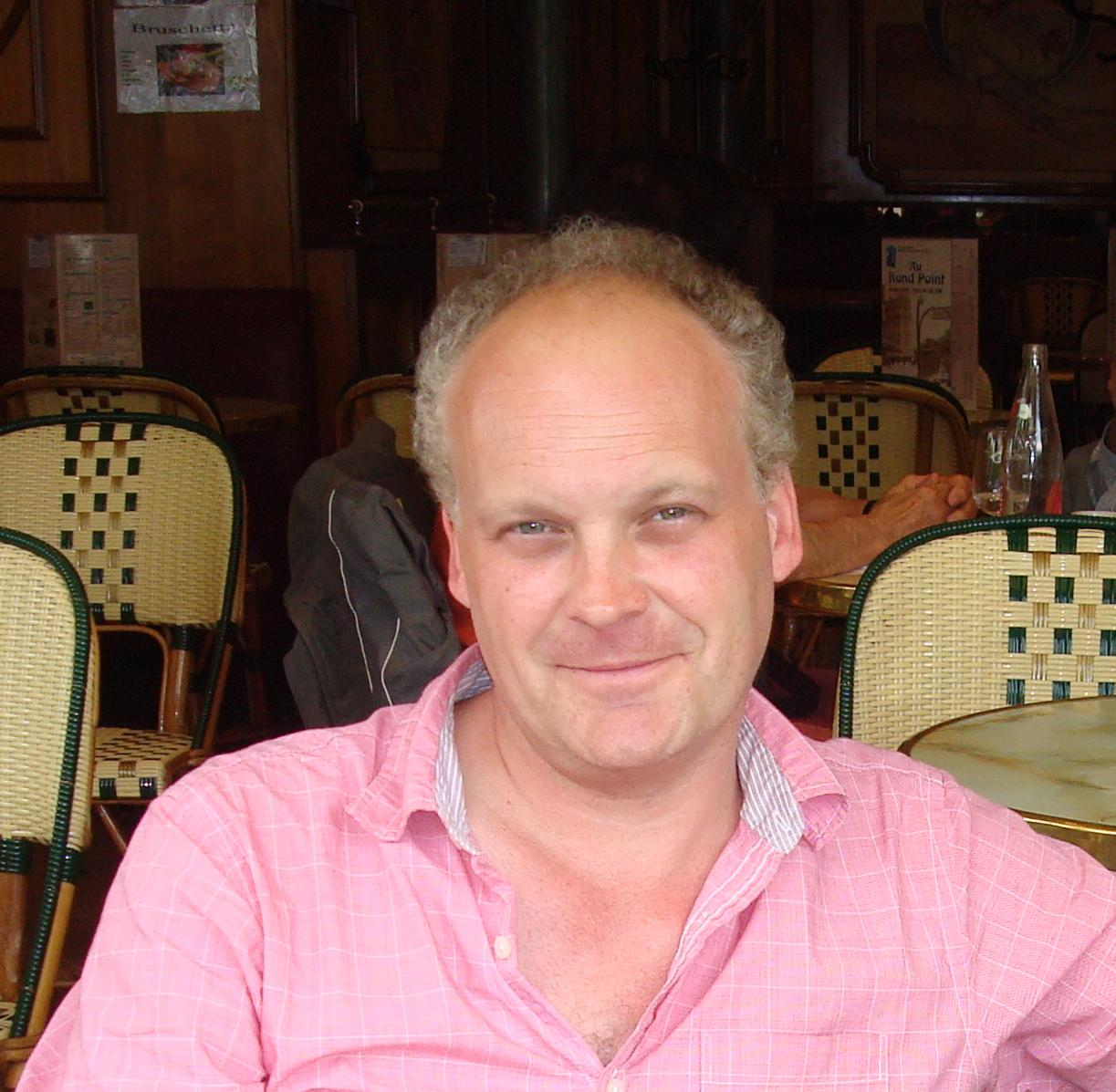
Patrick McGuinness (2011)

Patrick McGuinness (* 1968 in Tunesien) ist ein britischer Schriftsteller (Lyrik, Romane) und Literaturwissenschaftler. Er ist Professor für vergleichende Literaturgeschichte und Französisch in Oxford und Fellow und Tutor am St. Ann`s College.
Seine Mutter war Belgierin, sein Vater Engländer mit irischen Wurzeln. Er wuchs in Belgien auf, aber auch in Venezuela, Iran, Rumänien, Frankreich und Großbritannien.
2004 erschien sein erster Gedichtband The canals of Mars. 2007 folgten 19th Century Blues und Jilted City 2010.
Sein erster Roman Die Abschaffung des Zufalls (The last hundred days) war 2011 Finalist beim Booker-Preis (und erhielt den Prix du premier roman) und handelt von einem englischen Studenten in der Schlussphase des Regimes von Ceausescu in Rumänien, wobei er auch auf eigene Erfahrungen in dieser Zeit in Rumänien zurückgreifen konnte.
Als Literaturwissenschaftler veröffentlichte er über den Kritiker T. E. Hulme, französische Symbolisten, Joris-Karl Huysmans, übersetzte Stéphane Mallarmé und Hélène Dorion und gab Werke von Lynette Roberts und Marcel Schwob heraus.
2009 wurde er Chevalier des Ordre des Palmes Académiques und 2012 Chevalier des Ordre des Arts et des Lettres. Für den Roman Throw Me to the Wolves wurde er 2020 mit dem für den zweiten Roman vergebenen Encore Award ausgezeichnet.
McGuinness arbeitet in Oxford, aber lebt in Caernarfon in Nordwest-Wales.

## Werke
Romane:
- Die Abschaffung des Zufalls, Zsolnay 2012
- Throw Me to the Wolves. Jonathan Cape, 2019
  - Den Wölfen zum Fraß, übersetzt von  Dieter Fuchs. Verlag Freies Geistesleben & Urachhaus, Stuttgart 2022, ISBN 978-3-772-53028-9

Lyrik:
- Guide bleu, éditions Fario, 2015
- Jilted City, Carcanet, 2010
- 19th Century Blues, The Poetry Business, 2006
- The Canals of Mars, Carcanet, 2004

Autobiografie:
- Other people's countries: a journey into memory. Jonathan Cape 2014 (erhielt den Duff Cooper Prize 2014)

Literaturwissenschaft:
- Poetry and Radical Politics in Fin de Siecle France: From Anarchism to Action Francaise, Oxford University Press, 2015
- Maurice Maeterlinck and the Making of Modern Theatre, Oxford University Press, 1999

Als Herausgeber:
- Anthologie de la poésie symboliste et décadente, Les Belles Lettres, 2001
- mit Nathalie Aubert, Pierre-Philippe Fraiture: La Belgique entre deux siècles: Laboratoire de la modernité, 1880-1914, Le Romantisme et après en Franc, Peter Lang, 2007
- Symbolism, Decadence and the fin de siècle: French and European Perspectives, University of Exeter Press, 2000
- mit Nathalie Aubert, Pierre-Philippe Fraiture: From Art Nouveau to Surrealism: Belgian Modernity in the Making, Legenda, 2007